# 이윤자
이윤자(1928년 3월 12일~2015년 6월 8일)는 대한민국의 정치인이다. 제11·13대 국회의원을 지냈다.

## 역대 선거 결과
|  | 35.6% |

|  | 34.0% |